# 203,2mm kanón typu 3. roku
203,2mm kanón typu 3. roku japonského císařského námořnictva byl vyvinut na přelomu dvacátých a třicátých let 20. století na základě staršího 200mm kanónu typu 3. roku a dočkal se nasazení i za druhé světové války. Kanón měl ráži 203,2 milimetrů, hlaveň délky 50 ráží a používal dělený náboj. Oficiální označení bylo 50-kókei 3-nen šiki 2-gó 20-senči hó (五十口径三年式二号二〇糎砲 ~ 50kaliberní 20cm kanón typu 3. roku číslo 2).
203,2mm kanóny byly na počátku druhé světové války v Tichomoří vyzbrojeny všechny japonské těžké křižníky: od počátku je nesly jednotky tříd Takao a Tone, zatímco jednotky tříd Furutaka, Aoba, Mjókó a Mogami je získaly během přezbrojení ve 30. letech.

## Vývoj a nasazení
V roce 1924 přijalo císařské námořnictvo do výzbroje 200mm kanón typu 3. roku. Ten ale nevyužíval maximální povolené ráže, kterou pro vedlejší kategorie válečných plavidel stanovila washingtonskou konferencí, tedy 8 palců (203,2 mm).
Dne 6. dubna 1931 byl proto císařským námořnictvem přijat do výzbroje 20cm kanón typu 3. roku číslo 2 s hlavní ráže 203,2mm. Jelikož nový kanón používal stejný závěr, navržený již roku 1914, zůstalo novému kanónu označení jako typ 3. roku (éry Taišó: 三年式 3-nenšiki – tj. roku 1914). Původní 200mm kanón byl ke stejnému dni přeznačen na 20cm kanón typu 3. roku číslo 1.
Jako první byly nové 203,2mm kanóny instalovány na čtyřech těžkých křižnících třídy Takao. Zároveň byly v období od prosince 1931 do ledna 1934 na 203,2mm kanóny přezbrojeny všechny čtyři křižníky třídy Mjókó. Každá z těchto osmi jednotek nesla deset kanónů. Ve druhé polovině třicátých let byly 203,2mm kanóny přezbrojeny i všechny jednotky tříd Furutaka a Aoba (každá nesla po šesti hlavních), přičemž dvanáct děl třídy Furutaka byly ve skutečnosti převrtané 200mm kanóny sejmuté z křižníků Ašigara a Haguro. V letech 1939 až 1940 byly 203,2mm kanóny instalovány na všech čtyřech křižnících třídy Mogami, kde nahradily tříhlavňové 155mm kanóny typu 3. roku, zatímco oba křižníky následující třídy Tone byly na 203,2mm kanóny upraveny již během stavby (původně měly nést rovněž pouze 155mm kanóny) a dokončeny každý s osmi 203,2mm kanóny ve dvouhlavňových věžích na přídi.
203,2mm kanóny měly být vybaveny i oba těžké křižníky třídy Ibuki, ale ani jeden z nich nebyl dokončen. Každý měl nést po deseti kanónech ve dvouhlavňových věžích.
203,2mm kanóny (spolu s japonskými těžkými křižníky) prodělaly celou druhou světovou válku v Pacifiku. Kromě hladinových střetnutí se zapojovaly i do protiletadlové palby, neboť všechny lafetace měly větší či menší schopnost vedení protiletadlové palby. Od roku 1943 byl k dispozici dokonce speciální granát typu 3 – san-šiki dan (三式弾) – se zápalnou submunicí používaný proti letadlům. Po válce byly zachované kanóny zkoumány Spojenci a U. S. Naval Technical Mission je zahrnula ve svých reportech 0-47(N)-1 a 0-54(N).

## Popis

### Hlaveň
Složená hlaveň se skládala z duše A, omotané drátem a nakonec plášťované vnějším prstencem po celé délce. Vývrt hlavně tvořilo 48 drážek o hloubce 2,28 mm a šířce 8,299 mm. Pole mezi drážkami mělo 5,0 mm. Drážkování bylo konstantní a jeden závit měl hloubku 27,56 ráží (5600,192 mm)
Nábojová komora měla objem 68 dm3 a při výstřelu v ní byl vyvinut tlak 3130 kg/cm2. Závěr byl šroubovací, ovládaný hydraulicky, případně ručně.
Životnost hlavně byla 320 až 400 výstřelů.

### Munice
Pro 203,2mm kanóny typu 3. roku bylo vyvinuto celkem sedm typů munice:
- Protipancéřový typu 91 s čepicí (91式被冒徹甲弾 91-šiki hibó tekkódan) o délce 90,6 cm byl zaveden do výzbroje 6. dubna 1931. Byl vybaven dnovým zapalovačem typu 13. roku č. 4 modifikace 1 a plněn 3,11 kilogramy trinitroanisolu (TNA), císařským námořnictvem označovaným jako výbušnina typu 91 (91式爆薬 91-šiki bakujaku).[6] Zapalovač byl nastaven na zpoždění 0,4 sekundy, což mělo granátu poskytnout dost času pro podvodní (水中 suičú) zásahy, kdy granát (v případě že nezasáhne loď nepřítele přímo) dopadne těsně před cíl a po průniku do vody zasáhne cíl pod čarou ponoru a ideálně i pod hlavním bočním pancéřovým pásem. Za tímto účelem byl granát vybaveny tupou špicí, která po průniku do vody způsobovala změnu trajektorie granátu. Granát pak pod vodou pokračoval v dopředném pohybu (klesání do hloubky bylo relativně malé) a dokázal tak pod vodou urazit vzdálenost 100 až 200 ráží, tedy 20,3 až 40,6 metrů, než vlivem ztráty rychlosti klesl do hlubin (respektive explodoval).[12] Kvůli lepší aerodynamice během letu se granáty u dna zužovaly a byly vybaveny balistickou čepicí, která se šroubovala přímo na tělo granátu a zakrývala tupou špici. Po dopadu do vody se balistická čepice odlomila. U dna granátu (přibližně ve 3/4 délky těla) se nacházely dva měděné vodící kroužky. Granáty měly bílé tělo i špičku a na středu těla byl červený pruh. Standardní prachová náplň měla hmotnost 33,8 kg a byla rozdělena do dvou prachových náloží.[6]

| Vzdálenost | Průraznost NVNC oceli[13][3] |
| ---------- | ---------------------------- |
| 10 000 m   | 190 mm                       |
| 18 000 m   | 120 mm                       |
| 29 400 m   | 74 mm                        |
- Trhavý granát typu 91 (91式通常弾 91-šiki cúdžódan, doslova „běžný granát typu 91“) o délce 90,6 cm (podle Lacroix & Wells) nebo 91,0 cm (DiGiulian) byl zaveden do výzbroje 6. dubna 1931. Byl vybaven hlavovým hlavovým mechanickým časovým zapalovačem typu 91. Granáty byly plněny 8,18 kilogramy TNA a používaly buď standardní nebo redukovanou prachovou náplň. Počítalo se s jejich využitím i pro protiletadlovou palbu a předpokládalo se, že v takovém případě stačí, aby granát explodoval do 29,3 metrů od cíle. Granáty měly kaštanově hnědé tělo, bílou špičku a na středu těla byl žlutý pruh.[6]
- Cvičný granát typu 91 (91式演習弾 91-šiki enšúdan) o délce 90,6 cm byl zaveden do výzbroje 6. dubna 1931. Zapalovač i náplň byly vynechány a granáty se daly snadno identifikovat podle černého těla se žlutou špičkou a žlutým pruhem na těle. Používala se redukovaná prachová náplň.[5]
- Cvičný časovaný granát typu 91 (91式時限演習弾 91-šiki džigen enšúdan) o délce 90,6 cm byl zaveden do výzbroje 6. dubna 1931 a vybaven hlavovým mechanickým časovým zapalovačem typu 91. Výbušná náplň byla vynechána. Tělo bylo černé se žlutým pruhem a špička bílá. Používala se lehká prachová náplň.[5]
- Osvětlovací granát B (照明弾乙 šómeidan ocu) s padákem byl zaveden roku 1937. Zpočátku byl vybaven hlavovým mechanickým časovým zapalovačem typu 91, ale od roku 1943 se začal používat hlavový časový zapalovač typu 0. Vedle osvětlovacího granátu B se dvěma světelnými náložemi a svítivostí 1 600 000 kandel existovala i varianta B1 s jednou náloží o svítivosti 1 700 000 cd. Nálož byla založena na směsi hořčíku (53 %) a dusičnanu barnatého (42,5 %). Granáty byly natřeny červeně (obdobně jako san-šiki dan).[14]
- Trhavý granát typu 0 (0式通常弾 0-šiki cúdžódan, doslova „běžný granát typu 0“) o délce 88,0 cm byl zaveden do výzbroje roku 1940. Byl vybaven hlavovým hlavovým mechanickým časovým zapalovačem typu 0. Zbytek jako trhavý granát typu 91.[6]
- Granát typu 3 (三式弾 san-šiki dan), který byl oficiálně označován jako „běžný granát typu 3“ (3式通常弾 san-šiki cúdžódan), o délce 86 cm (podle Lacroix & Wells) nebo 86,55 cm (DiGiulian) byl zaveden do výzbroje roku 1943. Jednalo se o speciální granát se zápalnou submunicí, určený zejména k protiletadlové palbě. Každý granát obsahoval 198 trubiček o stejných rozměrech a náplni, jako v případě největší verze tohoto granátu – 460mm. Rozdíl byl pouze ve velikosti generovaného ohnivého kužele.[15]

### Lafetace
Všechny lafetace 203,2mm kanónů typu 3. roku byly ve dvouhlavňových dělových věžích. Ve všech věžích byla děla umístěna ve vzdálenosti 190 cm od sebe a nabíjela se při elevaci +5 ° nebo +7 °. Otáčení věží bylo elektro–hydraulické a velmi hlučné. Maximální rychlost změny odměru byla 4 °/s Jednalo se o lafetace C a D, což byly přestavěné lafetace starších 200mm kanónů typu 3. roku, a nové lafetace modelu E (a jeho modifikace):

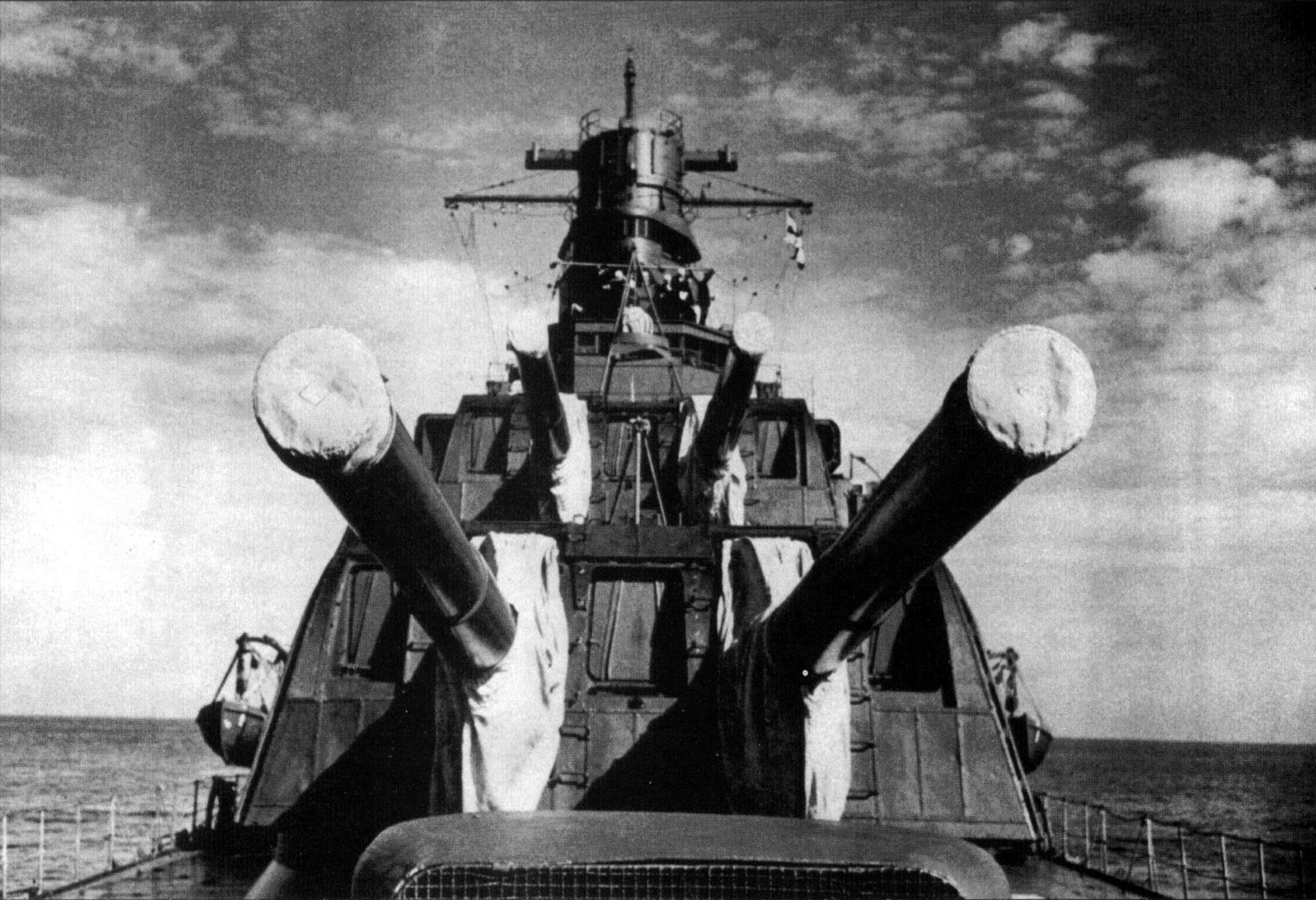
203,2mm kanóny v dělových věžích modelu E2 na těžkém křižníku Kako. Všimněte si vnějších plechů na povrchu věže (mezery na bocích věží), které zajišťovaly ochranu věží před tropickým sluncem. Rozměrná okna v čelní stěně dělových věží svědčí o absenci silnějšího pancéřování – obsluhu chránil před střepinami pouze 25mm silný pancíř z NVNC oceli.

- Model E (E型 E-gata) byl základní model dělové věže instalovaný po pěti kusech na třech křižnících třídy Takao (kromě Maja). Věž umožňovala extrémní náměr až +70 ° pro protiletadlovou palbu. K tomu bylo každé dělo zásobeno dvěma zdvižemi pro dopravu granátů, aby bylo možno rychleji měnit typ použité munice. To ale znamenalo širší prstenec pod věží, větší hmotnost věže a početnější obsluhu.[3] Dělová věž vážila 171 metrických tun.[16]
- Model E1 byl instalovaný pouze na těžkém křižníku Maja. Měl již omezený maximální náměr na +55 ° a počet muničních zdviží byl redukován na jednu na každé dělo.[3] Dělová věž vážila 175 metrických tun.[16]
- Model E2 byl instalovaný na křižnících třídy Furutaka po přezbrojení. Z vnějšku vypadal jako model E, ale uvnitř byl uspořádaný jako model C.[3]
- Modifikovaný model E2 byl použit na třídě Mogami. Měl širší prstenec pod věží, aby se vešel do lože původně určeného pro tříhlavňové 155mm dělové věže.[3] Dělová věž vážila 175 metrických tun.[17]
- Model E3 byl použit na křižnících třídy Tone a měl být použit i na třídě Ibuki. Dělová věž vážila 177 (Takao) nebo 175 (Ibuki) metrických tun[11] a vycházela z modelu E1.[18]
- Model C byl použit na třídě Aoba. Jednalo se o původní lafetace modelu C 200mm kanónů typu 3. roku. Muniční zdviže byly modernizovány, aby poskytovaly větší ochranu muničních skladišť před zášlehem z dělové věže.[3]
- Model D byl použit na třídě Mjókó. Jednalo se o původní lafetace modelu D 200mm kanónů typu 3. roku. Muniční zdviže byly modernizovány, aby poskytovaly větší ochranu muničních skladišť před zášlehem z dělové věže. Dělová věž vážila 168 metrických tun.[19]

### Systém řízení palby
Třída Takao nesla po dokončení dělostřelecký zaměřovač typu 14 kombinovaný s koincidenčními dálkoměry typu 14 (tři 6m na dělových věžích č. 1, 2 a 4 + tři 4,5m na můstku a nad hangárem), sokutekiban typu 13, henkjo ricuban typu 11 a kjori tokei typu 10 nebo 11. Na Takao a Atago byl v letech 1938 a 1939 instalován nový systém, založený na zaměřovači typu 94, 6m dálkoměrech typu 14, sokutekiban typu 92 a balistickém počítači typu 92.
Křižníky třídy Mjókó si po přezbrojení ponechaly starý systém řízení palby, jako pro původní 200mm kanóny typu 3. roku, ale během pozdějších přestaveb ve 30. letech jednotky postupně obdržely nový systém obdobně jako Takao a Atago. Jednotky tříd Furutaka a Aoba obdržely stejný systém přímo při přezbrojení.
Třída Mogami byla po přezbrojení vybavena 8m dálkoměry typu 13, 6m dálkoměry typu 14, dělostřeleckým zaměřovačem typu 94 a balistickém počítači typu 92 modifikace 1. Třída Tone nesla systém o stejném složení již od počátku.

### Problém redukce rozptylu salvy
Císařské námořnictvo koncem třicátých let pracovalo na způsobu, jak zmenšit rozptyl salvy při střelbách na velké vzdálenosti. Zejména u desetihlavňových jednotek byl rozptyl neúměrně velký: třída Takao na střelbách v roce 1933 měla rozptyl dokonce až 483 metrů při střelbách na vzdálenost 19 300 metrů. Počátkem 30. let desetihlavňové jednotky vykazovaly přibližně poloviční pravděpodobnost zásahu, než jednotky tříd Furutaka a Aoba, které byly vybavené pouze šesti 203,2mm kanóny – viz Statistiky zkušebních paleb.
Řešení bylo nalezeno v tzv. dělostřeleckém zpožďovači typu 98, který byl přijat do výzbroje 17. června 1938 a následně instalován na japonské těžké křižníky. Sestával ze dvou částí: první snížila zpoždění výstřelu na méně než 0,1-0,2 sekundy po sepnutí okruhu v místnosti řízení palby a druhá zavedla časovou prodlevu 0,03 s mezi výstřelem jednotlivých děl v dělové věži. Tím se snížilo vzájemné ovlivňování letících granátů a došlo ke snížení rozptylu salvy.

## Statistiky zkušebních paleb
| Jednotky        | Období    | Na 10 000 m | Na 15 000 m | Na 17 000 m | Na 20 000 m | Na 23 000 m |
| --------------- | --------- | ----------- | ----------- | ----------- | ----------- | ----------- |
| Furutaka a Aoba | 1926-1930 | 8,5 %       | 3,0 %       | 1,3 %       | —           | —           |
| Furutaka a Aoba | 1931-1934 | 17,0 %      | 12,7 %      | 11,0 %      | 8,7 %       | —           |
| Mjókó a Takao   | 1930-1934 | 11,5 %      | 6,7 %       | 5,1 %       | 3,0 %       | 1,5 %       |
| všechny         | 1935-1940 | 15,0 %      | 10,2 %      | 8,4 %       | 6,0 %       | 4,0 %       |

| Rok střeleb | Jednotky           | Vzdálenost      | Rozptyl   |
| ----------- | ------------------ | --------------- | --------- |
| 1932        | třída Mjókó        | 22 300 m        | 352 m     |
| 1933        | třída Takao        | 19 300 m        | 483 m     |
| 1936        | třída Mjókó        | 20 000-22 000 m | 280-330 m |
| 1937        | třída Takao        | 20 000 m        | 435       |
| 1938        | Maja a Čókaj       | 17 800 m        | 400 m     |
| 1939        | Maja a Čókaj       | 18 300 m        | 330 m     |
| 1940        | 10-dělové jednotky | 20 000 m        | 380       |